# Xan de Waard
Xan de Waard, född den 8 november 1995 i Renkum, är en nederländsk landhockeyspelare.

## Karriär
Xan de Waard har spelat över 200 landskamper för Nederländerna. Hon ingick i det nederländska landhockeylag som tog silver vid OS 2016 och guld vid OS 2020 och OS 2024.